# Луї Сі Кей
Луї Альфред Секей (англ. Louis Alfred Székely, вимовляється як [ˈluːi ˌseɪˈkeɪ], 12.9.1967), більш відомий під псевдонімом Луї Сі Кей (англ. Louis C.K.) — американський стендап-комік, сценарист, продюсер і режисер, володар премій «Еммі» та «Греммі».

## Початок життєвого шляху
Народився в Вашингтоні, у родині батька економіста і матері інженера-програміста.
Відразу після його народження, Секеї переїхали в Мехіко. Перша мова Луї — іспанська. Після повернення родини до Вашингтона, коли Луї було сім років, він вирішив, що хоче стати коміком і сценаристом. Коли йому було десять років, його батьки розлучилися. Мати виховувала його і ще трьох дітей сама.
Після закінчення школи він працював автомеханіком у Бостоні. Його перший виступ відбувся в 1984 році. Після цього він закинув стендап на два роки. Після повернення Луї почав поступово виступати за гроші, чим і займався до переїзду в Нью-Йорк.

## Кар'єра
За своє життя Луї записав шість стендапів для каналу HBO, за сценарій одного з них був номінований на «Еммі», створив два серіали, в яких грав головну роль. Як сценарист співпрацював з Крісом Роком, результат цієї роботи був тричі номінований на «Еммі», включаючи одну перемогу.

## Квиткові іновації
Луї у 2001 році, коли він випустив свій дебютний комедійний альбом «Live in Houston» безпосередньо через свій вебсайт. Він став одним із перших виконавців, які скористалися своїм вебсайтом, щоб запропонувати прямий продаж квитків на його шоу для шанувальників, а також завантажити відео на концерти без DRM. Таким чином Луї продавав квитки на його стендап-тур, обходячи великі торгові точки, минаючи їхні накладні витрати та місця, які вони контролюють. Луї сказав, що точки продажу квитків створюють бар'єри для споживачів, тоді як пряме розповсюдження є легким — і фактично «ліквідував розрив між тим, наскільки легко його було вкрасти [у порівнянні з тим, наскільки легко було його купити]». Успіх спеціального випуску спонукав інших коміків, у тому числі Джима Ґеффіґена, Джо Роґана та Азіза Ансарі, випустити власні спеціальні програми з подібною бізнес-моделлю.

## Особисте життя
Одружився з Алікс Бейлі (англ. Alix Bailey) в 1995, розлучився у 2008. Від шлюбу залишилося дві доньки.

## Фільмографія
- 1993—1994 — Late Night with Conan O'Brien
- 1996 — «The Dana Carvey Show»
- 1996 — «HBO Comedy Half-Hour»
- 1996—1997 — Доктор Кац / «Dr. Katz, Professional Therapist»
- 1997 — «The Chris Rock Show»
- 2001 — «Comedy Central Presents»
- 2005 — «One Night Stand»
- 2006—2007 — Щасливчик Луї / «Lucky Louie»
- 2007 — Безсоромний / «Shameless»
- 2008 — «Diminished Capacity»
- 2008 — Ласкаво просимо додому, Роско Дженкінс! / «Welcome Home, Roscoe Jenkins»
- 2008 — Доросла несподіванка / Role Models"
- 2008 — Пошарпаний / «Chewed Up»
- 2009 — Винахід брехні / The Invention of Lying"
- 2009-н. в. — Парки і зони відпочинку / «Parks and Recreation»
- 2010-н. в. — Луї / «Louie»
- 2011 — Глузливо / «Hilarious»
- 2011 — Live at the Beacon Theater"
- 2013 — «Oh my God»
- 2013 — Жасмин / «Blue Jasmine»
- 2013 — Афера по-американськи / «American Hustle»
- 2015 — Луї С.К .: Наживо в комедійному магазині / Louis CK: Live at the Comedy Store
- 2016 — Хорас та Піт / Horace and Pete